# Promises (documental)
Promises (Promesas) es una película documental de 2001 que trata de llevar a cabo un acercamiento al conflicto palestino-israelí a través de la mirada de un grupo de niños. 

## Argumento
Los autores llevan a cabo el seguimiento de siete niños judíos y palestinos, a los que entrevistan sobre diversos aspectos de sus vidas y de la situación que viven cada uno, para obtener un acercamiento alternativo al conflicto palestino-israelí. Los niños nos cuentan sus experiencias sobre cómo es crecer viviendo en Jerusalén. A través de este retrato, descubrimos diversos matices y hechos que ayudan a una comprensión más profunda del conflicto del Medio Oriente, y de las dificultades y acaso posibilidades de una reconciliación en principio imposible.
Los 3 filmadores siguieron a este grupo de niños locales entre 1995 y 1998. Uno de los momentos más interesantes y emotivos es cuando ponen en contacto a varios niños del grupo. 
Finalmente, hay un epílogo en el que los niños hablan acerca de la experiencia varios años después.